# Phlyctochytrium lagenaria
Phlyctochytrium lagenaria är en svampart som först beskrevs av Schenk, och fick sitt nu gällande namn av Domján 1936. Phlyctochytrium lagenaria ingår i släktet Phlyctochytrium och familjen Chytridiaceae.   Inga underarter finns listade i Catalogue of Life.